# سيرجي غوميز
سيرجي غوميز سولا (بالإسبانية: Sergi Gómez Solà؛ المولود 28 مارس 1992) هو لاعب كرة قدم إسباني يلعب حاليًّا مع نادي إشبيلية الإسباني كمدافع.

## وصلات خارجية
- سيرجي غوميز على موقع الاتحاد الدولي (مؤرشف)  (الإنجليزية)
- سيرجي غوميز على موقع الاتحاد الأوربي (الإنجليزية)
- سيرجي غوميز على موقع قاعدة بيانات كرة القدم.إي يو (الإنجليزية)
- سيرجي غوميز على موقع ليكيب (الفرنسية)
- سيرجي غوميز على موقع Soccerbase.com (لاعب) (الإنجليزية)
- سيرجي غوميز على موقع Soccerway.com (الإنجليزية)
- سيرجي غوميز على موقع عالم كرة القدم.نت (الإنجليزية)
- سيرجي غوميز على موقع AS.com (الإسبانية)